# Glostorp
Glostorp (Dansk: Glostrup) er en landsby i Oxie Herred i Skåne. I landsbyen findes en middelalderkirke med rundt kor og en døbefont af Oxiemesteren.
I dag er landbyen en del af Oxie, som er opland til Malmø.
55°31′29″N 13°02′29″Ø / 55.52472°N 13.04139°Ø